# Gaussia
Gaussia é um género botânico pertencente à família Arecaceae.

## Espécies
- Gaussia attenuata
- Gaussia gomez-pompae
- Gaussia maya
- Gaussia princeps
- Gaussia spirituana
- Gaussia ghiesbreghti
- Gaussia vinifera